# سعید خلیفه جوده
سعید خلیفه جوده (انگلیسی: Said Khalifa Gouda; ۱۶ آوریل ۱۹۳۰ – دسامبر ۲۰۱۴) وزنه‌بردار اهل مصر بود.
وی در مسابقات کشوری و بین‌المللی در مجموع برندهٔ ۱ مدال طلا، ۲ مدال نقره، ۱ مدال برنز شده‌است.